# Geografía de Miranda de Ebro

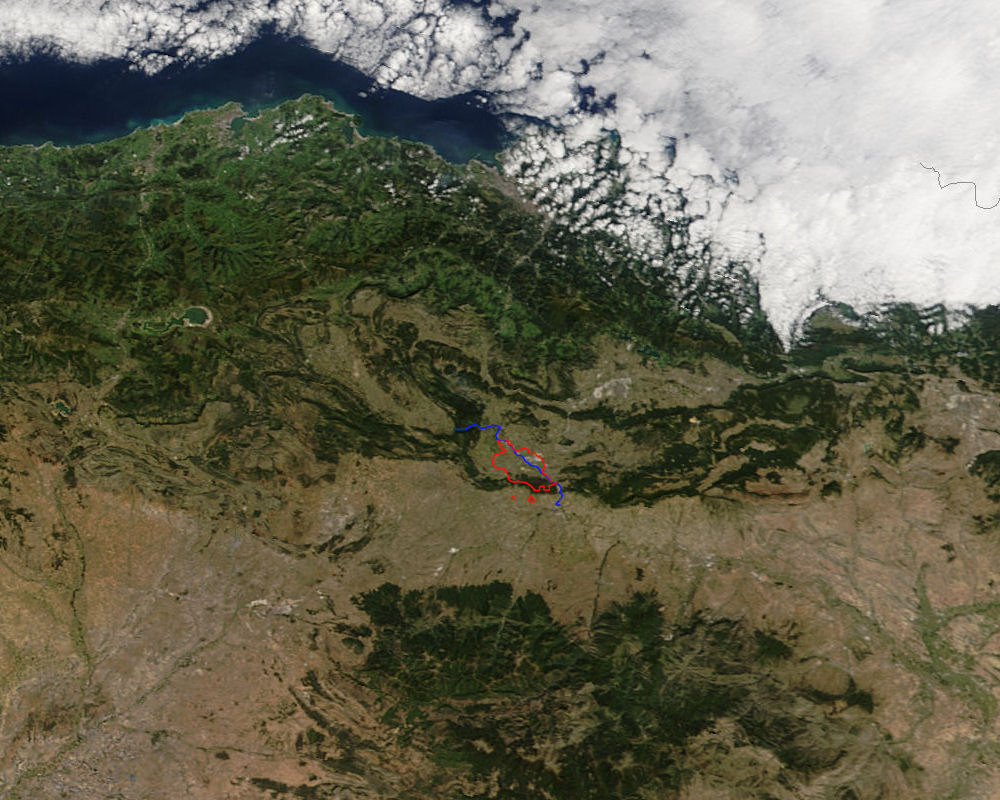
Vista satelital del término municipal de Miranda de Ebro (rojo) y del transcurso del río Ebro a través de él (azul).

La geografía de Miranda de Ebro tiene un aspecto geográfico-ecológico muy característico. El municipio de Miranda de Ebro se ubica entre las dos grandes franjas biogeográficas de Europa, la Eurosiberiana (humedad, frío, hayedos, robledales,...) y la Mediterránea (veranos secos, inviernos templados, bosques perennes,...), lo que le otorga de una diversidad biológica extraordinaria.

## Medio físico

### Ubicación

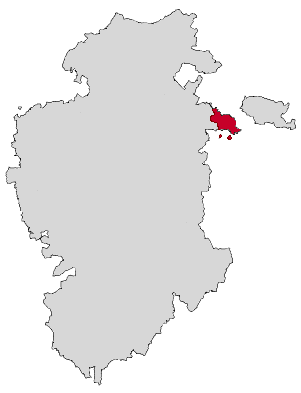
Localización de Miranda de Ebro en la provincia de Burgos (España)

La ciudad de Miranda de Ebro se ubica en el noreste de la provincia de Burgos, a 80 km de la capital, en la comunidad autónoma de Castilla y León (España). Pertenece a la Comarca del Ebro de la provincia burgalesa. Las coordenadas de la ciudad son latitud: 42º 41' 6" N, longitud: 2º 55' 60" O, tiene una extensión de 101,33 km², un perímetro de 72 312 metros y se encuentra a 471 metros sobre el nivel del mar según el Instituto Geográfico Nacional y a 462,09 según una placa situada en el puente de Carlos III.
Limita al norte y al este con la provincia de Álava, al sur con La Rioja y al oeste se une con el resto de la provincia a través de los montes Obarenes, cadena montañosa que cierra prácticamente tres cuartas partes de la zona, ya que también penetra en las comunidades autónomas aledañas a Miranda de Ebro. El municipio posee dos enclaves en territorio riojano: Sajuela y El Ternero. El municipio cuenta con dos LIC: los Montes de Miranda de Ebro y Ameyugo y las riberas del Ebro. Además, el municipio está atravesado por un sendero de Gran Recorrido: el GR-99.
En un radio de tan solo 80 km se encuentran las ciudades de Bilbao, Burgos, Logroño y Vitoria.

### Hidrografía

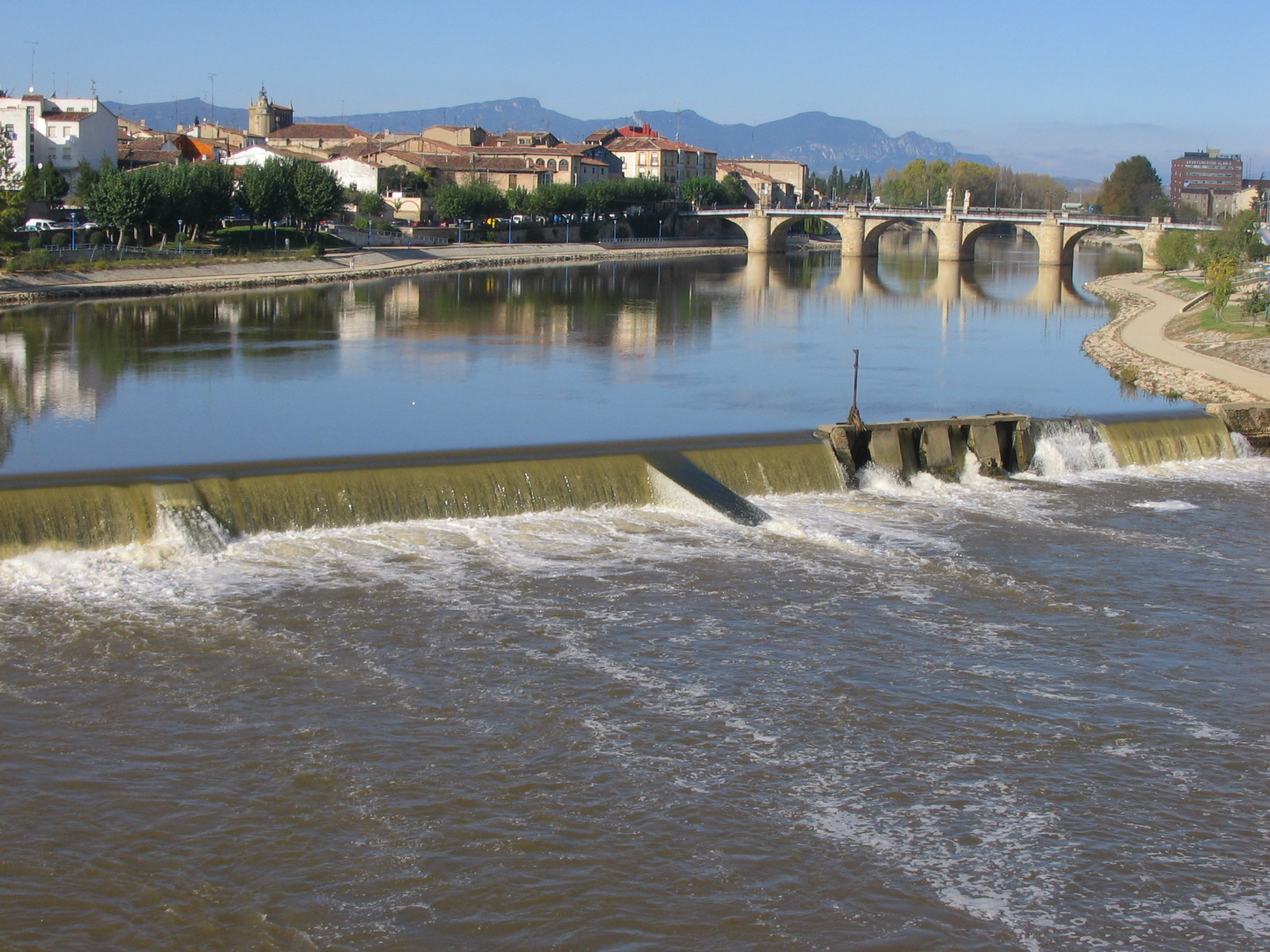
El Ebro es el principal río de la comarca de Miranda de Ebro

La localidad es atravesada por el río Ebro, el cual divide a la ciudad en dos zonas bien diferenciadas por su antigüedad histórica: el casco histórico o Aquende (orilla derecha) y la parte moderna o Allende (orilla izquierda). El nivel medio de agua en el centro del casco urbano es de 1 metro de profundidad. Además, en el término municipal desembocan otros afluentes del Ebro como el río Bayas y el río Zadorra por el margen izquierdo y el río Oroncillo por el margen derecho.
La zona está plagada de ríos subterráneos y acuíferos; de hecho, el abastecimiento de agua de la ciudad es posible gracias a las extracciones en los acuíferos de Valverde y La Calera. Hace años también había multitud de charcas y lagos que fueron desapareciendo, pero que han sido recuperados como por ejemplo El Lago al este del término municipal.
Aunque no son frecuentes, es posible que ante condiciones anormales de lluvia o nieve se produzcan riadas e inundaciones. La última riada se produjo los días 1 y 2 de junio de 2008 cuando el caudal del río Ebro a su paso por el centro de la ciudad alcanzó los 1101 m³/s y su nivel alcanzó los 5,31 metros. Anteriormente se produjo otra riada el 5 de febrero de 2003 cuando el caudal alcanzó los 1440 m³, es decir, que su nivel llegó hasta los 6,35 metros.
Dentro del término municipal existen dos centrales hidroeléctricas que aprovechan el agua del río Ebro para generar energía. La primera de ellas es la Central hidroeléctrica de Cabriana que entró en funcionamiento en el año 1922. Toma el agua a través de un canal de 8 metros de anchura y 7 de profundidad. La otra central se encuentra en el casco urbano y tiene unas dimensiones más reducidas que la anterior.
El Ebro, principal río de la ciudad, permite en la actualidad diversas opciones de ocio. Es común ver deportistas practicando piragüismo en la parte urbana del río. También está permitida la pesca bajo licencia aunque no es recomendable el consumo por razones sanitarias.

### Orografía
Miranda de Ebro se encuentra situada en una llanura, rodeada por una cadena de alturas correspondiente a los Montes Obarenes, con salida natural por el desfiladero de Pancorbo al oeste en dirección a Burgos; las Conchas de Haro al sureste en dirección a La Rioja y el desfiladero de La Puebla de Arganzón al noreste en dirección al País Vasco.
El Monte de Miranda (popularmente llamado San Juan del Monte) tiene una altitud media de 678 m s. n. m. Las zonas más elevadas tienen ciertas escarpaciones y llegan, en ciertos puntos próximos a Pancorbo, a unos 1000 metros de altitud. En mitad de la llanura hay pequeñas elevaciones como el cerro La Picota, que se eleva a unos 500 m s. n. m., o el Monte de los Frailes.
La litología mirandesa está constituida en gran parte por terrenos arcillosos, calizas y areniscas formados en el Oligoceno (zona de Pancorbo) y el Cretácico (zona de Sobrón). Es por ello que los negocios de canteras y graveras sean muy habituales en los alrededores de Miranda de Ebro. Cerca de la ciudad, aunque en tierras riojanas y alavesas, está la montaña de Toloño y Peñacerrada cuyos orígenes son volcánicos. Entre las diferentes alturas que rodean a la ciudad destaca la Cruz de Motrico, Gobera y Peña Escalera en los Montes Obarenes.
Fuera del término municipal, aunque a escasos metros del límite provincial entre Burgos y La Rioja y dentro de la cadena montañosa de los Montes de Miranda, se encuentran otras elevaciones que superan a la anteriores como Peñalrayo (954 m s. n. m.) o La Muela (931 m s. n. m.).

## Medio natural

### Flora
La vegetación propia del municipio de Miranda de Ebro se encuentra en grandes masas forestales de monte mediterráneo siendo la encina (Quercus ilex) la mayor protagonista entre los árboles y el Boj (Buxus sempervirens) y el Madroño (Arbutus) entre los matorrales.
En los ambientes húmedos, zonas sombrías y norteñas, se encuentran otros tipos de plantas como robles, hayas o pinos. En las zonas bien irrigadas como las riberas de los ríos y arroyos hay abundantes arbolados de sauces (Salix) y chopos (Populus).
En los valles aparecen prados y pastizales que se ven invadidos por plantas de porte arbustivo como los brezos. En las franjas entre las riberas y las zonas montañosas, las tierras suelen estar cultivadas por cereales, remolacha, patata y en huertas.

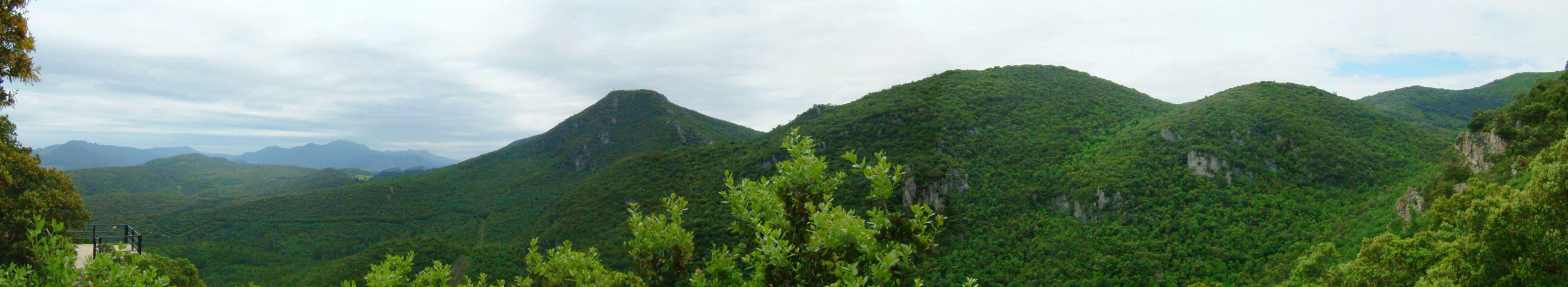
Vista panorámica de los Montes de Miranda donde abundan las zonas forestales

### Fauna

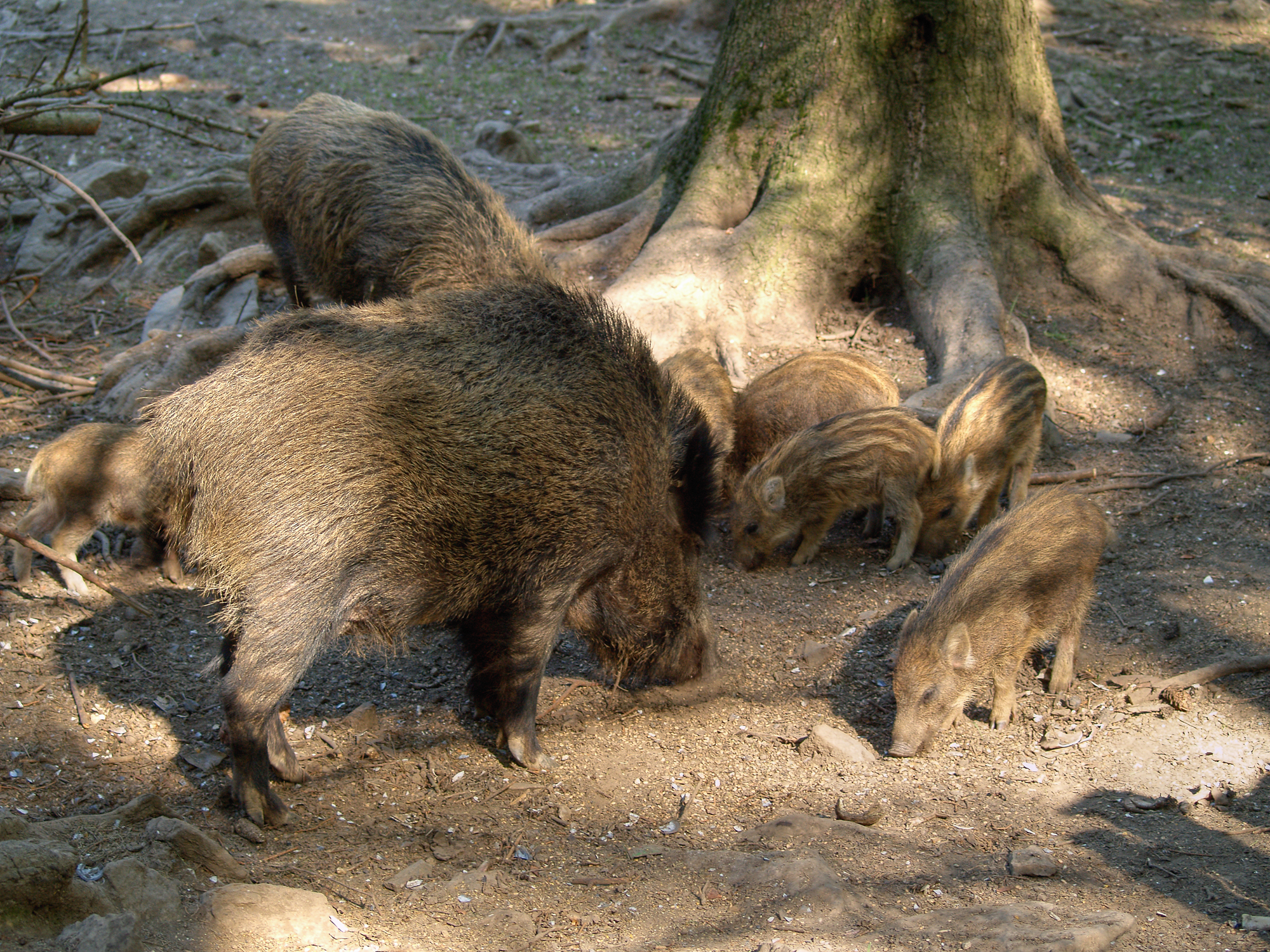
El jabalí es una de las especies más comunes de la comarca.

La variedad de animales vertebrados en el término municipal de Miranda de Ebro es muy amplia. Entre las aves destacan las rapaces como el águila real, águila perdicera, buitre leonado, búho real o la lechuza. También existen decenas de aves menores tales como mirlos, pardillos, oropéndolas, etc. Entre las aves migratorias, son habituales las palomas torcaces, las cigüeñas, codornices, pinzones y un sinfín de especies más. La población de buitre leonado en los Montes de Miranda de Ebro y Ameyugo destaca con 159 parejas en 2005 y tiene una importancia de nivel internacional. Es uno de los pocos lugares de Castilla y León donde aparece el Águila Perdicera (dos parejas en 2005). Es por ello que la zona de Miranda esté incluida en la Red Natura 2000 y sea una zona de especial protección para las aves.
En las zonas de ribera o humedales es muy frecuente el paso de garzas reales, grullas y ánsares. Muchos de estos animales están presenten todo el año al amparo del cuidado humano (en la ribera urbana del Ebro se introdujeron pavos reales, ocas, cisnes y cormoranes). Bajo el agua, algunas de las especies más habituales son la trucha, la loina o el barbo.
En las zonas forestales dominan los corzos, jabalíes, zorros, jinetas y gato monteses. También existe una amplia población de pequeños vertebrados como topos, ratones y musarañas.
Entre los anfibios y reptiles, el género se compone de tritones, ranas, sapos, lagartos, lagartijas, culebras de agua, culebras de collar, etc.

## Clima
El clima de Miranda de Ebro es mediterráneo continentalizado y está influido por las condiciones industriales. Los inviernos son fríos, con heladas y nieblas muy frecuentes mientras que las nevadas son cada vez más ocasionales pero copiosas. Las temperaturas mínimas medias oscilan entre 3 °C y 6 °C. El verano es caluroso, pero no tanto como en la meseta. Las temperaturas máximas medias oscilan entre los 18 °C y 22 °C. El periodo de sequía suele ser de unos dos meses. Las temperaturas medias anuales oscilan entre los 7 °C y los 17 °C. 
Las precipitaciones están repartidas de forma bastante regular a lo largo del año, si bien hay un descenso de las mismas en torno al verano y un máximo en otoño y primavera. Las precipitaciones medias anuales se sitúan en torno a 569,1 mm o 521 mm según las fuentes. El viento predominante en Miranda de Ebro es de componente norte y noroeste, siguiendo el curso del río Ebro.
| Parámetros climáticos promedio de Miranda de Ebro | Parámetros climáticos promedio de Miranda de Ebro | Parámetros climáticos promedio de Miranda de Ebro | Parámetros climáticos promedio de Miranda de Ebro | Parámetros climáticos promedio de Miranda de Ebro | Parámetros climáticos promedio de Miranda de Ebro | Parámetros climáticos promedio de Miranda de Ebro | Parámetros climáticos promedio de Miranda de Ebro | Parámetros climáticos promedio de Miranda de Ebro | Parámetros climáticos promedio de Miranda de Ebro | Parámetros climáticos promedio de Miranda de Ebro | Parámetros climáticos promedio de Miranda de Ebro | Parámetros climáticos promedio de Miranda de Ebro | Parámetros climáticos promedio de Miranda de Ebro |
| Mes                                               | Ene                                               | Feb                                               | Mar                                               | Abr                                               | May                                               | Jun                                               | Jul                                               | Ago                                               | Sep                                               | Oct                                               | Nov                                               | Dic                                               | Año                                               |
| ------------------------------------------------- | ------------------------------------------------- | ------------------------------------------------- | ------------------------------------------------- | ------------------------------------------------- | ------------------------------------------------- | ------------------------------------------------- | ------------------------------------------------- | ------------------------------------------------- | ------------------------------------------------- | ------------------------------------------------- | ------------------------------------------------- | ------------------------------------------------- | ------------------------------------------------- |
| Temperatura máxima media (°C)                     | 8                                                 | 10                                                | 14                                                | 15                                                | 19                                                | 23                                                | 25                                                | 26                                                | 23                                                | 18                                                | 12                                                | 9                                                 | 16'8                                              |
| Temperatura mínima media (°C)                     | 2                                                 | 2                                                 | 4                                                 | 5                                                 | 8                                                 | 10                                                | 13                                                | 13                                                | 11                                                | 8                                                 | 5                                                 | 3                                                 | 7                                                 |
| Precipitaciones (mm)                              | 51                                                | 41                                                | 37                                                | 58                                                | 45                                                | 31                                                | 30                                                | 25                                                | 31                                                | 52                                                | 66                                                | 54                                                | 521                                               |
| Fuente: MSN Clima                                 |                                                   |                                                   |                                                   |                                                   |                                                   |                                                   |                                                   |                                                   |                                                   |                                                   |                                                   |                                                   |                                                   |